# Stormblåst MMV
Stormblåst MMV altro non è che una nuova edizione completamente risuonata di Stormblåst (1996), è stato pubblicato nel 2005 dalla Nuclear Blast.

## Tracce
1. Alt Lys Er Svunnet Hen – 4:44
2. Broderskapets Ring – 5:30
3. Nar Sjelen Hentes Til Helvete – 4:43
4. Sorgens Kammer - Del II – 5:51
5. Dan Den Kristine Satte Livet Til – 3:03
6. Stormblåst – 6:10
7. Dødsferd – 5:24
8. Antikrist – 3:36
9. Vinder Fra En Ensom Grav – 4:00
10. Guds Fortapelse - Apenbaring av Dommedag – 4:01
11. Avmatkslave – 3:55

## Bonus DVD

### Ozzfest Performance 2004
- Spellbound
- Vredesbyrd
- Kings Of The Carnival Creation
- Progenies Of The Great Apocalypse
- Mourning Palace

## Formazione
- Shagrath - chitarra, basso, voce
- Silenoz - chitarra, basso, voce

Musicisti Ospiti
- Mustis - tastiere e piano
- Hellhammer - batteria